# 皮德利斯涅 (新敖德薩區)
47°27′50″N 31°44′41″E / 47.46389°N 31.74472°E

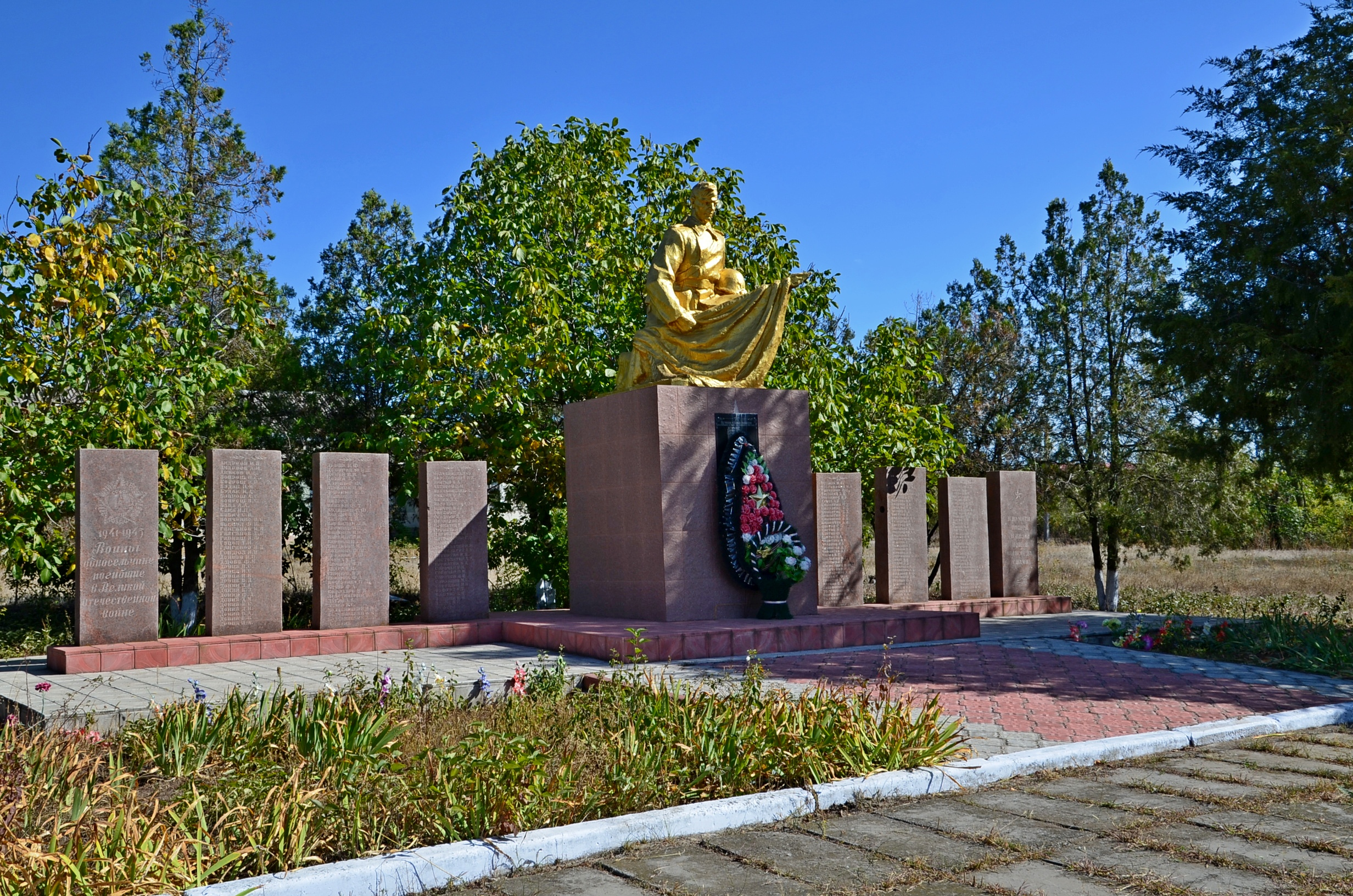

皮德利斯內（烏克蘭語：Підлі́сне），是烏克蘭南部的村莊，隸屬尼古拉耶夫州的尼古拉耶夫區。該村始建於1790年，面積2.04平方公里，海拔高度28米，2001年人口971，人口密度每平方公里475.8人。